# Quietiste Military Cemetery
Quietiste Military Cemetery is een Britse militaire begraafplaats met gesneuvelden uit de Eerste Wereldoorlog, gelegen in de Franse stad Le Cateau-Cambrésis (Noorderdepartement). De begraafplaats werd ontworpen door William Cowlishaw en ligt aan de Avenue Maréchal de Lattre de Tassigny (weg naar Busigny) op 4,3 km ten zuidwesten van het stadhuis. Ze ligt op een hoger niveau dan de straat en heeft een rechthoekig grondplan met een oppervlakte van 683 m². Het terrein wordt, behalve aan de straatzijde omsloten door een bakstenen muur. De open toegang bestaat uit een bakstenen constructie met twee trappartijen bestaande uit een twaalftal treden. Het Cross of Sacrifice staat centraal op de begraafplaats.
Er liggen 49 Britten en 10 Duitsers begraven.
De begraafplaats wordt onderhouden door de Commonwealth War Graves Commission.

## Geschiedenis
Le Cateau en de streek ten westen ervan, was op 26 augustus 1914 het toneel van de hevige strijd die het II Corps voerde tegen een superieure Duitse strijdmacht. De stad kwam toen in Duitse handen en werd een belangrijk spoorwegknooppunt en ziekenhuiscentrum. Op de avond van 10 oktober 1918 werd de stad bestormd door de 5th Connaught Rangers en de daaropvolgende week in bezit genomen.
De begraafplaats werd in oktober 1918 door de 50th (Northumbrian) Division aangelegd en Farm Cemetery genoemd. De huidige naam werd vóór eind 1918 aangenomen en is te danken aan een associatie met François Fénelon, voormalig aartsbisschop van Cambrai die een aanhanger was van het quiëtisme. Zijn landhuis in Honnechy werd door beide partijen gebruikt als hoofdkwartier van de divisie.

### Onderscheiden militairen
- Alexander Douglas Cruickshank, onderluitenant bij het Machine Gun Corps (Infantry) werd onderscheiden met het Military Cross (MC).
- korporaal Albert Edward Riley (Argyll and Sutherland Highlanders) werd onderscheiden met de Military Medal (MM) en soldaat A. Constantine (Durham Light Infantry) ontving deze onderscheiding tweemaal (MM and Bar).